# Escuela de Música José Ángel Lamas
La Escuela Superior de Música José Ángel Lamas es un palacio colonial de Caracas, Venezuela. Se encuentra entre las equinas de Veroes a Santa Capilla, en la Avenida Urdaneta. Está emplazado en el casco central de esa ciudad, en la Parroquia Catedral del Municipio Libertador, en una de las veinticinco manzanas originales de Caracas. El 1 de abril de 1976, fue designado como Monumento Histórico Nacional.
El palacio está dividido en tres áreas: el edificio principal, el claustro y el patio. El primero es una construcción de dos niveles con una fachada estilo neoclásico; el claustro es una estructura colonial de dos niveles, y por último el patio, que se encuentra ubicado en la parte trasera de la edificación, es un área de un solo nivel con un patio central donde se ubican varios salones.

## Historia
La fecha de construcción de la edificación no se conoce, sin embargo, para 1641,
cuando un terremoto afectó a Caracas, ya se conocía de la estructura que se encontraba al lado de la Capilla de San Mauricio, hoy Basílica Menor de Santa Capilla. En 1806, pasa a ser la residencia del Conde Juan Xavier de Solórzano. Luego del terremoto de 1812, se le harían algunas modificaciones.  
A partir de 1849, comienza a funcionar una escuela de música en este edificio, luego en 1870, se transforma en el Conservatorio de Bellas Artes para más tarde, en 1877, cambiar de nombre a Instituto de Bellas Artes. En 1882, el presidente de la República Antonio Guzmán Blanco, compra el palacio a la familia de Juan Bautista Arismendi y ordena al arquitecto Alejandro Chataing su remodelación para ser sede, en 1887, de la Academia Nacional de Bellas Artes. Desde 1916, recibe el nombre de Escuela Superior de Música José Ángel Lamas. 